# Розанов, Иван Сергеевич
Иван Сергеевич Розанов (1923—1998) — деятель советских спецслужб и педагог, профессор, генерал-лейтенант госбезопасности. Начальник Высшей школы КГБ СССР им. Ф. Э. Дзержинского (1974—1979).

## Биография
Родился 8 августа 1923 года в городе Переславль-Залесский.
С 1941 года призван в ряды РККА и до 1942 года находился в действующей армии, участник Великой Отечественной войны. С 1942 года направлен на службу в органы госбезопасности: с марта по ноябрь 1942 года проходил обучение в  Высшей школе НКВД СССР. С 1942 по 1945 годы служил в органах военной контрразведки — оперативный сотрудник особого отдела НКВД СССР и отдела контрразведки «Смерш» на Кольском морском оборонительном районе Северного флота.
С 1945 по 1947 годы служил военным следователем в военной прокуратуре. С 1947 по 1952 году обучался в Военно-юридической академии Советской армии. С 1952 по 1958 годы служил адъюнктом и преподавателем Военно-юридической академии Советской армии.
С 1958 по 1968 годы — преподаватель, доцент, заместитель начальника спецкафедры и заместитель начальника по научной работе Высшей школы КГБ при СМ СССР им. Ф. Э. Дзержинского.
С 1968 по 1974 годы — старший консультант Группы консультантов при председателе КГБ СССР Ю. В. Андропове. С 1974 по 1979 годы —
начальник Высшей школы КГБ СССР им. Ф. Э. Дзержинского. С 1981 по 1984 годы — представитель КГБ СССР при Министерстве внутренних дел ВНР. С 1988 по 1991 годы — профессор специальной кафедры Высшей школы КГБ СССР имени Ф. Э. Дзержинского.
Умер 21 мая 1998 года в Москве.

## Награды
- Орден Октябрьской революции
- Орден Отечественной войны I степени
- Два Ордена Трудового Красного Знамени
- Орден Красной Звезды
- Медаль «За победу над Германией в Великой Отечественной войне 1941—1945 гг.»